# Bacillus globigii
Bacillus globigii är en bakterie som förekommer i jord. Bakterien är inte skadlig för människor och används ofta för att simulera mjältbrand eftersom de olika bakterierna är väldigt lika.